# Paz Ríos Nasarre
Paz Ríos Nasarre (Sales Altes, Huesca, 1967) és una escriptora, investigadora i professora aragonesa.
Llicenciada en Filologia Hispànica, ha exercit l'ensenyament en diversos instituts de Castella i Aragó. Així mateix ha estat des de 2011 formadora en els cursos del Diploma d'Especialització en Filologia Aragonesa de la Universitat de Saragossa. És membre del Consello Assessor de l'Aragonés i vocal de Comunicació del Consello d'a Fabla Aragonesa.
Com a investigadora ha publicat els llibres Bocabulario d'o Semontano de Balbastro (1997) i Replega de tradizión oral de Salas Altas (2003), aquest últim en col·laboració amb Alberto Borsa. També és autora de nombrosos treballs sobre la llengua i la literatura en aragonès en publicats en revistes especialitzades com Rolde, Somontano, Fuellas i Luenga i Fablas. En les Eleccions al Parlament Europeu de 1999 va anar a les llistes de Chunta Aragonesista, dins de la candidatura de la Coalició Electoral Els Verds - Les Esquerres dels Pobles. Va ser comissària de l'exposició L'Aragonès, llengua comuna.